# Airina
Airina is een geslacht van uitgestorven kreeftachtigen uit de klasse van de Ostracoda (mosselkreeftjes).

## Soorten
- Airina adducta Sidaravichiene, 1971 †
- Airina airina Sidaravichiene, 1992 †
- Airina amabilis (Neckaja, 1958) Schallreuter, 1982 †
- Airina cornuta (Neckaja, 1958) Sidaravichiene, 1971 †
- Airina kuldigensis Sidaravichiene, 1992 †
- Airina mezciemensis (Gailite, 1975) Schallreuter, 1982 †